# Керрі Катона
Керрі Джейн Елізабет Кей (при народженні Катона, раніше МакФадден і Крофт; 6 серпня 1980) — англійська співачка, акторка, письменниця-автобіографка і медіа-особистість. Членкиня жіночого гурту Atomic Kitten з 1998 до 2001 та з 2012 до 2017 року.
Переможниця третього сезону I'm a Celebrity...Get Me Out of Here! у 2004 році. Посіла друге місце у 8 сезоні шоу Big Brother у 2011 році. 21 листопада 2012 року підтвердила, що повернулася до Atomic Kitten, замінивши Дженні Фрост.

## Біографія
Народилася в місті Воррінгтон, Чешир. ЇЇ дідусь по материнській лінії — угорець, втік з Будапешта до Великої Британії під час Другої світової війни. В дитинстві її помістили під опіку і виховували чотири пари прийомних батьків, також вона відвідувала 8 різних шкіл. Катона залишила школу в 16 років, щоб стати танцюристкою на колінах, а потім приєдналася до танцювальної трупи, яка подорожувала Європою.

### Кар’єра
У 1999 році 18-ти річна Катона здобула славу як учасниця Atomic Kitten, жіночого поп-тріо, створеного Енді МакКласкі, фронтменом групи Orchestral Manoeuvres in the Dark. Іншими учасницями були Наташа Гамільтон і Ліз МакКларн. Їх дебютний сингл «Right Now» вийшов наприкінці листопада 1999 року і досяг 10-ї позиції у UK Singles Chart. Їх другий сингл, «See Ya», був презентований у березні 2000 року і досяг ще більшого успіху, піднявшись до 6 місця. 
Після цього початкового успіху Atomic Kitten здійснили азійський тур і отримали свій перший номер 1 в чарті з піснею "Cradle". Альбом, Right Now,  вперше вийшов в Японії 16 березня 2000 року, а згодом — у Великій Британії, 23 жовтня 2000 року після виходу ще двох синглів «I Want Your Love» та «Follow Me», з трохи іншим, зміненим списком треків. 2000 року група також записала кавер-версію пісні «The Locomotion» для фільму Томас і Чарівна залізниця.
Альбом Right Now виявився невдалим, після свого першого випуску, досягнувши лише 39-ї позиції у чартах альбомів Великої Британії. Спочатку не було планів зосередитися на світовому ринку, а лейбл гурту — Innocent Records, навіть роздумував про їхній розпуск через обмежений успіх. Однак звукозаписну компанію переконали дозволити гурту випустити ще один сингл з альбому. Цей сингл, «Whole Again», став їх першим хітом, і посів першу сходинку у Великій Британії та залишився на вершині протягом 4 тижнів поспіль. Завдяки цьому успіху «Whole Again» вийшов на глобальному рівні, й сингл досяг № 1 у 18 інших країнах, включаючи 6 тижнів у Німеччині та Новій Зеландії. Кері Катона спочатку взяла участь у записі синглу, і у фільмуванні відео до пісні, проте вона залишила гурт за кілька днів до виходу синглу, оскільки була вагітна. Співачка Дженні Фрост замінила Керрі Катона у складі групи, а сингл був повторно записаний.
Після одруження з Браяном Макфадденом Катона взяла його прізвище і почала займатися телевізійними проєктами, з'являючись в різних розважальних програмах, таких як Sexiest..., Loose Women і elimiDATE. Вона з'явилася на Lily Savage's Blankety Blank Lily Savage у 2001 році. У лютому 2004 року стала переможницею третього сезону I'm a Celebrity...Get Me Out of Here!. Цього липня Катона і МакФадден стали суддями на шоу талантів You a Star від RTÉ, яке було використано для вибору представника конкурсу Євробачення від Республіки Ірландія. Після розлучення з МакФадденом у вересні 2004 року вона повернула дошлюбне прізвище.
У липні 2005 року Катона взяла участь в шоу «My Fair Kerry» на ITV, де її вчили етикету та грації, щоб перетворитися із пацанки на панянку. Вона також знялася в ірландській драмі Showbands .
Між 2007 та 2009 роками Катона була героїнею трьох MTV реаліті-шоу: Керрі Катона: Божевільна у коханні, Керрі Катона: Знову, та Керрі Катона: В чому проблема? З пікової аудиторії в 500 000 у Керрі Катона: Божевільна у коханні, глядацька аудиторія у Керрі Катона: В чому проблема?, серії програм про біполярний розлад Катона, знизилася до 19 тисяч, а MTV — у серпні 2009 року закрили проєкт.
Наприкінці 2009 року спробувала взяти участь у шоу Celebrity Big Brother 2010, проте керівництвом шоу відмовило після того, як вона провалила необхідні психологічні тести. 
Останнє реаліті-шоу про Керрі Катона — Сповідь Керрі, вийшло в ефір 24 червня 2010 року. Катона була учасницею Танців на Льоду 6 в парі з англійським фігуристом Деніелом Вістоном. Вони вилетіли на 5-му тижні шоу, програвши Джеффу Бразіеру та Ізабеллі Гаутфєр в боротьбі за право залишитися на шоу. Вона була першою особою, яка ввійшла в Будинок Великого Брата в сезоні 2011 року шоу Celebrity Big Brother, разом з Емі Чайлд, Тарою Рейд та іншими. 8 вересня 2011 року вона програла у фіналі та посіла друге місце, поступившись Падді Доерті.
У березні 2012 року Наташа Гамільтон підтвердила, що гурт возз'єднався для літнього туру, включаючи виступ на концерті Diamond Jubilee. Гамільтон також заявивла, що гурт веде переговори, щоб створити власне реаліті-шоу про повернення, наслідуючи успіх возз'єднання та реаліті-шоу групи Steps 2011 року. Гамільтон також заявила, що сподівається, що Керрі Катона, яка покинула тріо у 2001 році, перш ніж вони здобули успіх, приєднається до них на сцені для виступу. Возз'єднання було пізніше відхилено усіма трьома учасницями через боротьбу між Катона і Фрост.
У червні 2012 року Катона виступала на гей-прайді в Бірмінгені, співаючи деякі її хіти з Atomic Kitten, у тому числі Whole Again і Right Now. Це було вперше за 11 років, коли Катона їх виконувала.
Однак, 18 жовтня було оголошено, що оригінальний склад Atomic Kitten возз'єднається для шоу від ITV2 разом з іншими гуртами своєї епохи, включаючи B*Witched, Five, Liberty X та 911. Наташа Гамільтон написала вболівальнику, що причиною того, що Фрост не брала участь, було те, що вона була вагітна близнюками, але вона могла б приєднатися до групи, коли б вона була готова.
У листопаді 2018 року Катона підтвердила свою участь у шостому сезоні Celebs Go Dating, що вийшов в ефір у 2019 році на E4. 

### Інші проєкти

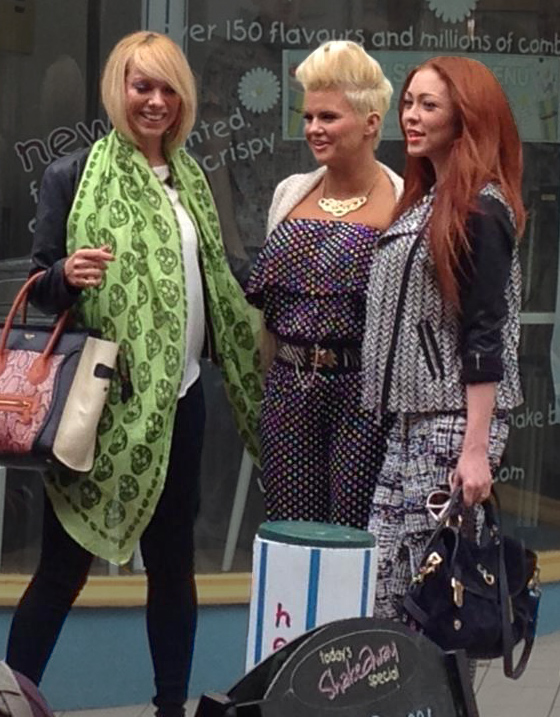
Керрі Катона (у центрі) у 2013 році

Раніше її представляв публіцист Макс Кліффорд, з яким вона розійшлася за взаємною згодою в жовтні 2008 року. Катона уклала угоди з супермаркетами Iceland та Asda. 17 серпня 2009 року Iceland розірвала з Катона контракт на суму 290 000 фунтів стерлінгів. Компанія заявила, що «неможливо» продовжувати показувати Катона у своїх рекламних кампаніях, після того як її фотографії з'явилися в таблоїді News of the World, де вона приймає кокаїн у ванній кімнаті свого будинку.
Катона випустила автобіографію «Керрі Катона: Занадто багато, занадто молода»; книгу самодопомоги «Виживай з найгіршого і прагни кращого: як повернути своє життя в потрібне русло»; і три романи: «Жорстка любов», «Дружина футболіста» і «Гламурна дівчина». Всі її книги були написані літературними робами. До 2008 року вона писала звичайну колонку для журналу OK!, потім знову до грудня 2012 року. 11 травня 2016 року Катона приєдналася до шоу «Вільні жінки», яке залишила у 2004 році.
У січні 2013 року Катона підписала угоду із CashLady, по сприянню короткостроковим кредитам. Угода була розірвана в липні 2013 року.
Катона є патронкою The Shannon Bradshaw Trust, що займається благодійністю у Ворінгтоні, і допомагає дітям із небезпечними для життя умовами та їх сім'ям.
У березні 2016 року Катона запустила онлайн-бінго сайт Bingo With Kerry. У травні 2016 року сайт здобув нагороду «Новий сайт року» на WhichBingo Awards та «Кращий сайт казино» в Новій премії казино у 2017 році.

### Правові питання
21 серпня 2008 року Катона була оголошена банкруткою у Високому суді Лондона після того, як не виплатила остаточні £ 82,000 з податкового рахунку у розмірі 417 000 фунтів стерлінгів. Після втрати ісландського контракту, її колонки в журналі та її шоу MTV, Катона зазнала подальших фінансових невдач. У грудні 2009 року вона отримала розпорядження про повернення майна у своєму домі за 1.5 млн фунтів, не плативши іпотеку протягом кількох місяців.
2 липня 2013 року Катона подала заяву на банкрутство в окружному суді у місті Віган.

## Моделінг
Катана також добре знана як фотомодель. Вперше вона позувала для Page 3 у 17-річному віці. Катона позувала для чоловічого видання Zoo і була моделлю для безлічі інших популярних публікацій, що з'являються в таких журналах як New!, Now Magazine та Star.

## Письменництво
Катона випустила автобіографію, «Керрі Катона: Занадто багато, занадто молода», 5 жовтня 2006, написану літературною рабинею Фанні Блейк і Сью Катона, яка погодилися, щоб її розповідь також записали.
У жовтні 2007 року Катона випустила перший роман «Жорстка любов» (написаний за допомогою літературного рабства), що вийшов у видавництві Ebury Press. 2008 року вийшов другий роман «Дружина футболіста», та третій «Гламурна дівчина».
- Katona, Kerry (5 October 2006). Too Much, Too Young: My Story of Love, Survival and Celebrity. Ebury Press. ISBN 978-0-09-191390-8.
- Katona, Kerry (1 March 2007). Survive the Worst and Aim for the Best. Ebury Press. ISBN 978-0-09-191754-8.
- Katona, Kerry (18 October 2007). Tough Love. Ebury Press. ISBN 978-0-09-192319-8.
- Katona, Kerry (3 April 2008). The Footballer's Wife. Ebury Press. ISBN 978-0-09-192324-2.

## Особисте життя
Має п'ять дітей з трьох шлюбів, двох з них з колишньою зіркою Westlife Браяном Макфадденом. 5 січня 2002 року пара одружилася в Церкві Непорочного Зачаття в Ратфеї, графство Міт, Ірландія. Медовий місяць провели на Маврикії. Чоловік подав на розлучення з у вересні 2004 року, і воно тривало 2 роки, завершившись у грудні 2006 року.
14 лютого 2007 року Катона одружилася з водієм таксі Марком Крофтом на приватній церемонії в Гретна Грін. Через 6 днів, 20 лютого 2007 року, народила дочку. Вона народила дитину у 2008 році. Вони оголосили про розрив у 2009, але примирилися, і розлучилися у 2011 році.
15 липня 2007 року Катона, Крофт та їхня дочка Гайді стали заручницями у своєму домі Вілмслоу, Чешир. Вони повідомили, що троє чоловіків вдерлися до їхнього дому, один з них погрожував Катоні ножем, а інші примушували Крофта показати їм, де зберігаються цінні речі. Ніхто фізично не постраждав, але нападники втекли на синьому BMW та з іншими цінностями з розрахунковою вартістю від 100 000 до 150 000 фунтів стерлінгів. 19 липня 2007 року поліція виявила непошкоджений автомобіль за 10 миль (16 км) на Рейвс Роуд в Манчестері. Цього ж дня Катона поступила в лікарню з біполярним розладом. Її публіцист Макс Кліффорд стверджував, що вона вже певний час страждала від цього розладу, але травма посилила її симптоми.